# Königsberger Roland
Der Königsberger Roland ist eine Rolandsstatue, die sich in Königsberg in Bayern befindet.

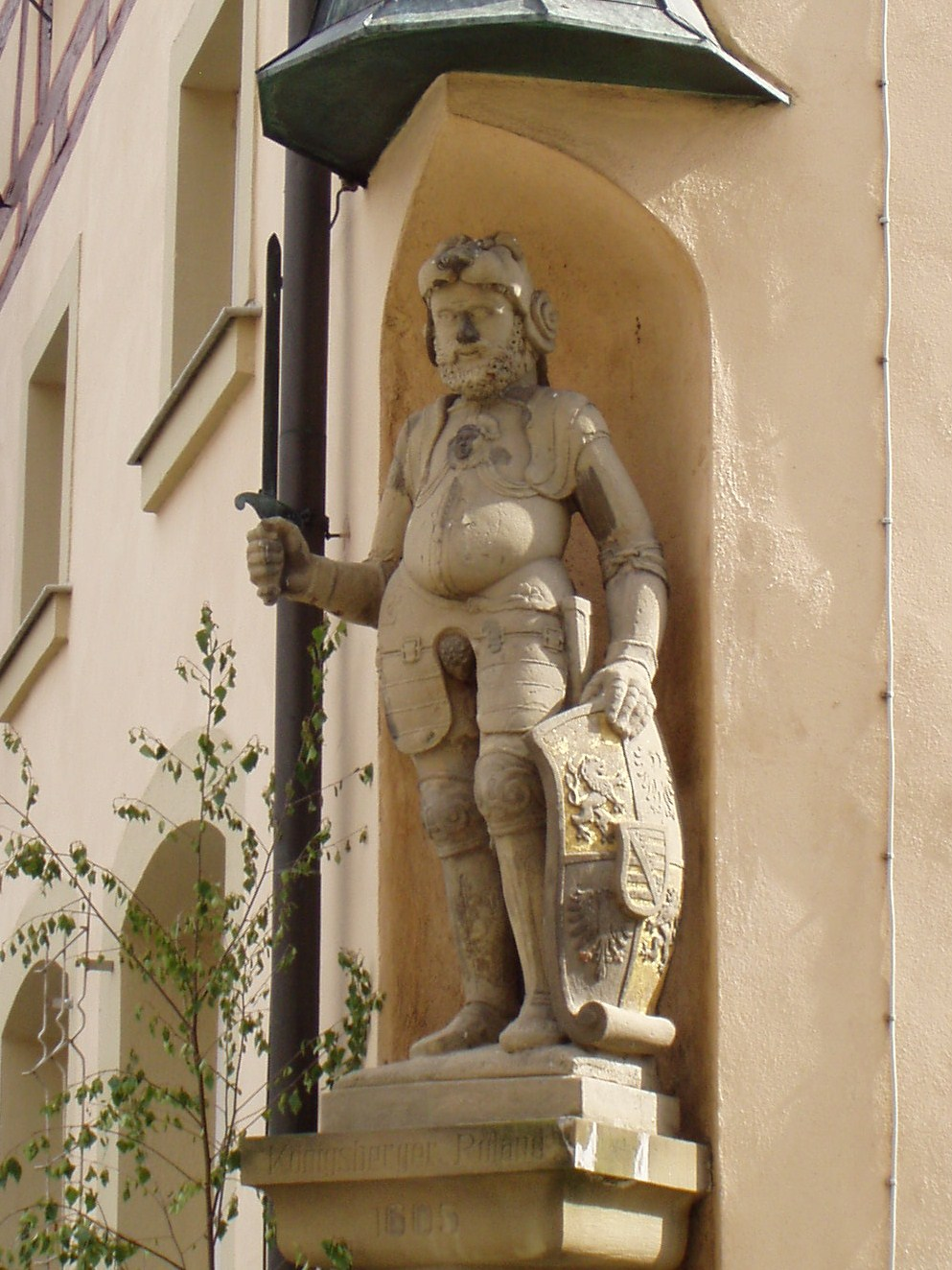
Die südlichste Rolandsfigur Deutschlands

Die etwa zwei Meter hohe Statue zeigt einen Ritter in einer Rüstung mit verzierten Elementen an Knien und Armen. Er trägt einen Helm mit geöffnetem Visier und auf der Brust das Bildnis eines Frauengesichts. In der Rechten hält er ein gezogenes Schwert, mit der Linken einen auf den Boden abgestützten Schild, der das sächsische und das Königsberger Wappen zeigt sowie den Reichsadler. Der Roland wurde vermutlich vom Steinmetzen Jörg Holzwart aus Gerolzhofen gefertigt. 
Die Figur wurde 1605 am Röhrenbrunnen vor dem brehmschen Anwesen beim Rathaus (Standort des heutigen Regiomontanusbrunnens) als Schmuck und Erinnerung an die Privilegien der kaiserlichen Stadt angebracht. Die Errichtung ist in städtischen Unterlagen dokumentiert. 1830 wurde die Figur am Brunnen abmontiert und zum Rathaus gebracht. Später wurde der Roland auf den Schlossberg verbracht, wo er rechts von der Treppe zur Gaststätte auf einer Rundsäule aufgestellt wurde. 1945 wurde er vom Sockel gestoßen und zerbrach, wobei ein Arm und ein Bein verschwanden. Später wurde er in Würzburg restauriert und mit Bremer Unterstützung an der nördlichen Ecke des Rathauses wieder aufgestellt.
Der Königsberger Roland ist, abgesehen vom Windsheimer Roland, welcher eine moderne Statue zur Erinnerung an Kriegstote ist, die südlichste Rolandsfigur Deutschlands. Der ritterliche Volksheld Roland symbolisiert in zahlreichen Städten Nord- und Mitteldeutschlands die städtischen Privilegien und Freiheiten.